# 古城街道 (宿迁市)
古城街道，是中华人民共和国江苏省宿迁市宿城区下辖的一个乡镇级行政单位。

## 行政区划
古城街道下辖以下地区：
楚苑社区、新苑社区和府前社区。